# سينما باراديزو الجديدة

بوستر الفيلم

سينما باراديزو الجديدة (إيطالية Nuovo Cinema Paradiso)، فيلم إيطالي، أنتج عام 1988، كتبه وأخرجه جوزيبي تورناتوري. وزع عالميا باسم سينما بارديسو، في كل من المملكة المتحدة، فرنسا، إسبانيا وأمريكا.
عرض الفيلم الأصلي بإيطاليا كاملا بطول 155 دقيقة، لكنه اختصر للعرض الدولي إلى 123 دقيقة. حصلت هذه النسخة العالمية على الجائزة الخاصة من لجنة التحكيم في مهرجان كان السينمائي لعام 1989، وجائزة الأوسكار لأفضل فيلم أجنبي من نفس العام. في عام 2000 عرضت 173 دقيقة كان المخرج قد حذفها من الفيلم الأصلي وعرضت بأمريكا باسم (سينما باراديزو: الإصدار الجديد).
الفيلم بطولة جاك بيرين، فيليب نواريه، ليوبولدو ترييستي، ماركو ليوناردي، أنييزي نانو وسالفاتوري كاشو. انتجه فرانكو كريستالدي وجوفانا رومانيولي، أما الموسيقى فقد ألفها إنيو موريكوني.

## الحبكة
في ثمانينات القرن العشرين في روما، يعود المخرج السينمائي الشهير سالفاتور دي فيتا إلى منزله في وقت متأخر من إحدى الأمسيات لتخبره حبيبته بنبرة ناعسة أن والدته اتصلت لتخبره أن شخصًا اسمه ألفريدو قد مات. يتوضح أن سالفاتور يحجم عن العلاقات الملتزمة ولم يذهب إلى قريته في صقلية منذ أكثر من ثلاثين عامًا. عندما تسأله حبيبته من هو ألفريدو، يعود سالفاتور إلى طفولته.
تجري الأحداث في السنوات القليلة التالية للحرب العالمية الثانية. سلفاتور هو الابن الشقي الذكي الملقب بتوتو البالغ من العمر ستة سنوات لأرملة فقدت زوجها خلال الحرب. يكتشف توتو حبه للأفلام ويمضي كل لحظة فراغ من وقته في سينما باراديزو. وبالرغم من أن بداية علاقته بألفريدو الذي يبلغ منتصف العمر، والمسؤول عن جهاز الإسقاط، كانت متوترة، لكنهما يطوران صداقة قوية فيما بعد ويسمح له ألفريدو بمشاهدة الأفلام من غرفة العرض. خلال العروض، يمكن سماع تأفف الجمهور عندما يتم حذف مشهد ينطوي على قبلة أو احتضان رومنسي والانتقال إلى المشهد التالي مباشرةً. إذ طالب القس المحلي بالرقابة على هذه المشاهد، وتراكمت اللقطات المحذوفة على أرضية غرفة العرض.
يعلم ألفريدو سالفاتور كيفية تشغيل جهاز العرض في نهاية المطاف، وذلك لأن سينما باراديزو تحترق بعد ساعات من عرض ألفريدو لفيلم «رجال إطفاء فيجيو» على جدار أحد المنازل القريبة. ينقذ سالفاتور حياة ألفريدو ولكن ذلك بعد أن تنفجر بكرة من النيترات في وجه ألفريدو مما يتسبب بإصابته بالعمى الدائم. يعاد بناء السينما وترميمها من قبل أحد مواطني المدينة سيسيو الذي يستثمر فيها أرباحه من يانصيب كرة القدم. يُعيّن سالفاتور الذي ما زال طفلًا مسؤولًا جديدًا عن الإسقاط، لأنه الشخص الوحيد الذي يعرف كيفية تشغيل الآلات.
بعد نحو عقد من الزمن، يكون سالفاتور طالبًا في المدرسة الثانوية وما زال يعمل في السينما التي أصبح اسمها سينما باراديزو الجديدة، وأصبحت صداقته بألفريدو أقوى وأعمق وغالبًا ما كان يأتي إليه سالفاتور طالبًا للنصيحة التي كان يقدمها له ألفريدو مقتبسًا من الأفلام الكلاسيكية. كان سلفاتور يقوم بتجربة فيلم باستخدام كاميرا منزلية حين التقى إيلينا وهي ابنة موظف بنك ثري وصورها على فيلم. يفوز سلفاتور بقلب إيلينا ويخسرها مجددًا بسبب رفض والدها له.
عندما تغادر إيلينا مع أسرتها البلدة، يغادر سلفاتور أيضًا ليقضي الخدمة العسكرية الإلزامية. لم تكن محاولاته في إرسال الرسائل لإيلينا مجدية، إذ كانت رسائله تعود بصفتها غير قابلة للإيصال. عند عودته من الجيش، يحث ألفريدو سالفاتوري على مغادرة جيانكالدو بشكل دائم مشيرًا إلى أنها مدينة صغيرة ولن يحقق فيها أيًا من أحلامه. علاوةً على ذلك، يخبره الرجل العجوز، أنه ما إن يغادر فعليه أن يواصل مصيره بكل إخلاص وألا ينظر أو يعود إلى الوراء إطلاقًا، حتى للزيارة، يجب ألا يستسلم للحنين إلى الماضي وألا يكتب لهم أو يفكر بهم حتى. يحضنان بعضهما والدموع تغمرهما ويغادر سلفاتور البلدة لمتابعة مستقبله كمخرج سينمائي.
أطاع سلفاتور ألفريدو، ولم يعد إلى البلدة قط إلا حين سمع بوفاة ألفريدو فيعود لحضور الجنازة. بالرغم من أن البلدة تغيرت بشكل كبير، لكن سالفاتور يتفهم سبب أن ألفريدو أخبره أنه من الضروري له أن يرحل. أخبرته أرملة ألفريدو أن ألفريدو كان يتابع نجاحاته بشكل مستمر وبكل فخر، وأنه ترك له شيئًا وهو بكرة فيلم غير مسمى، والخشبة التي اعتاد سالفاتور أن يقف عليها لتشغيل جهاز العرض. يسمع سالفاتور أن سينما باراديزو ستُهدم لإفساح مكان لموقف سيارات. يتعرف في الجنازة على وجوه العديد من الأشخاص الذين اعتادوا القدوم إلى السينما خلال فترة عمله هناك.
يعود سلفاتور إلى روما، يشاهد الفيلم الذي تركه له ألفريدو ليكتشف بأنه يضم كل المشاهد الرومنسية التي اعتادوا قطعها من الأفلام بأمر من الكاهن. جمع ألفريدو جميع المشاهد الرومنسية لتصبح فيلمًا واحدًا غير مقتطع من المشاهد الرومنسية والإثارة الشهوانية والرغبة المؤلمة. حقق سالفاتور السلام مع ماضيه والدموع في عينيه.
حبكة سينما باراديزو مبينة على قصة عائلة بورتي، التي امتلكت صالة عرض أفلام في مانتوفا منذ عام 1904.

## الإنتاج
صُوّر الفيلم في مدينة باغريا في صقلية وهي مسقط رأس تورناتوري المخرج، وكذلك في مدينة تشفالو الواقعة على البحر التيراني. ساحة المدينة الشهيرة هي ساحة أمبرتو الأولى في قرية بالازو أدريانو، على بعد حوالي 30 ميلًا إلى الجنوب من باليرمو. بُنيت سينما باراديزو هناك في فيا نينو بيكسيو التي تُطل على النافورة الباروكية الثمانية التي يعود تاريخ بناءها إلى عام 1608. تُحكى القصة بشكل كبير في لحظات استرجاع المخرج السينمائي الشهير سالفاتور لذكريات ماضيه وسنوات طفولته، وتحكي أيضًا قصة عودته إلى بلدته الأم في صقلية لحضور جنازة صديقه القديم ألفريدو العامل على جهاز العرض في سينما ياراديزو المحلية. في نهاية المطاف، يغدو ألفريدو الصديق الحكيم الأبوي لصديقه الشاب الذي جل ما يتمناه أن يراه ناجحًا حتى وإن فُطر قلبه في تحقيق ذلك.
باعتباره نموذجًا على مذهب «الحنين إلى الماضي ضمن حقبة ما بعد الحداثة»، يتشابك الفيلم في مشاعر مختلطة بالكوميديا والحنين ممزوجًا بالروح العملية. يستكشف قضايا الشباب وسن الرشد وتأملات (مرحلة البلوغ) حول الماضي. يمكن القول أن الصور في المشاهد تعكس ذكريات سالفاتور المثالية عن طفولته. يُعد فيلم سينما باراديزو أيضًا احتفاءً بالأفلام، إذ يتطور لدى سالفاتور الشاب (الملقب بتوتو) شغف بالأفلام التي تشكل طريق حياته في مرحلة البلوغ.

## الإصدار
توجد نسخ متعددة من الفيلم. أصدر في البداية في إيطاليا وكانت مدته 155 دقيقة ولكن الأداء الضعيف في شباك التذاكر في بلده أدى إلى اختصاره إلى 123 دقيقة للإصدار الدولي، وكان نجاحه فوريًا وكبيرًا. فازت النسخة الدولية منه بجائزة كان في مهرجان كان للسينما عام 1989 وجائزة الأوسكار لأفضل فيلم أجنبي لعام 1989. وفي عام 2002 أصدرت النسخة المطولة منه التي مدتها 173 دقيقة (المعروفة في الولايات المتحدة باسم سينما باراديزو: النسخة الجديدة).

### نسخة المخرج
في نسخة الفيلم التي مدتها 173 دقيقة، يرى سالفاتور بعد الجنازة فتاة مراهقة تشبه إيلينا. يتبع المراهقة التي تركب السكوتر عائدةً إلى منزلها، مما يسمح لسالفاتور باسترجاع ذكرى حبه المفقود القديم لإيلينا، التي تبين أنها والدة هذه الفتاة. يتصل بها سالفاتور على أمل استعادة علاقتهما الرومنسية، ترفضه في البداية ولكنها تعيد النظر في الموضوع وتذهب لرؤيته. ينتهي لقاؤهما بممارستهما الحب في سيارتها، ويعلم بأنها تزوجت أحد معارفه من سنوات الدراسة الذي أصبح سياسيًا متواضعًا. بعد ذلك، وبعد أن شعر أنه قد خُدع، يسعى جاهدًا لاستعادة علاقتهما، وبينما تتمنى إيلينا بشدة لو كان هذا ممكنًا، ترفض توسلاته وتختار البقاء مع أسرتها تاركةً علاقتهما كذكرى من الماضي.
خلال أمسيتهما معًا، يسأل سالفاتور الغاضب والمحبط إيلينا لِمَ لَم تتواصل معه أو تخبره بموقع المكان الذي انتقلت إليه مع أسرتها، فيعلم بأن السبب وراء فقدانهما الاتصال أن ألفريدو طلب منها ألا تراه مرة أخرى، خوفًا من أن يؤدي اكتفاء سالفاتور بعلاقتهما الرومنسية إلى تدمير ما يراه ألفريدو كمستقبل سالفاتور كشخص ناجح في مجال السينما.

## وصلات خارجية
- سينما باراديزو الجديدة على موقع IMDb (الإنجليزية)
- سينما باراديزو الجديدة على موقع ميتاكريتيك (الإنجليزية)
- سينما باراديزو الجديدة على موقع روتن توميتوز (الإنجليزية)
- سينما باراديزو الجديدة على موقع نتفليكس (الإنجليزية)
- سينما باراديزو الجديدة على موقع قاعدة بيانات الأفلام العربية
- سينما باراديزو الجديدة على موقع ألو سيني (الفرنسية)
- سينما باراديزو الجديدة على موقع Turner Classic Movies (الإنجليزية)
- سينما باراديزو الجديدة على موقع أول موفي (الإنجليزية)
- سينما باراديزو الجديدة على موقع بوكس أوفيس موجو (الإنجليزية)
- سينما باراديزو الجديدة على موقع فيلمافينيتي (الإسبانية)

صفحة الفيلم في IMDB
صفحة الفيلم في CineManiacs